# José Romera
José Antonio Romera Navarro (ur. 8 września 1987 w Xirivella) – hiszpański piłkarz występujący na pozycji obrońcy w klubie La Nucía.